# Thottbot
Thottbot var en databas över företeelser kopplade till den virtuella världen i World of Warcraft och en inofficiell plugin till spelet som gör informationen tillgänglig direkt inifrån spelets gränssnitt. Datan till databasen samlas in genom att användare med pluginen installerad automatiskt skickar in information till servern. Information som går att hitta på Thottbot är till exempel var vissa NPCer finns någonstans eller vilka egenskaper som är associerade med ett visst föremål.